# Camptotypus bicolor
Camptotypus bicolor là một loài tò vò trong họ Ichneumonidae.